# Jaderná elektrárna Búšehr
Jaderná elektrárna Búšéhr (persky نیروگاه اتمی بوشهر‎) je jedinou jadernou elektrárnou v Íránu i první na Středním východě. Leží poblíž vesnice Halilé sedmnáct kilometrů na jihovýchod od Búšehru u Perského zálivu a zatím v ní pracuje jediný ze čtyř plánovaných reaktorů. Jedná se o vodo-vodní reaktor VVER-1000/446 o výkonu 1000 MW.

## Historie a technické informace

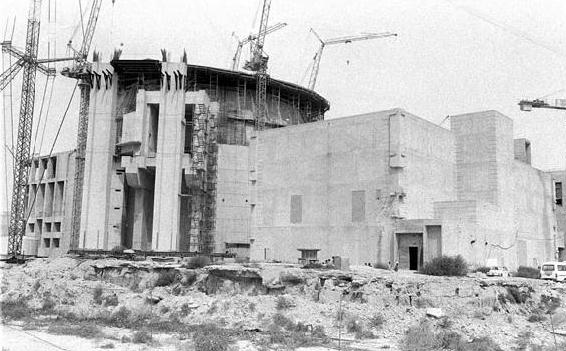
Situace na staveništi po přerušení prací v 80. letech

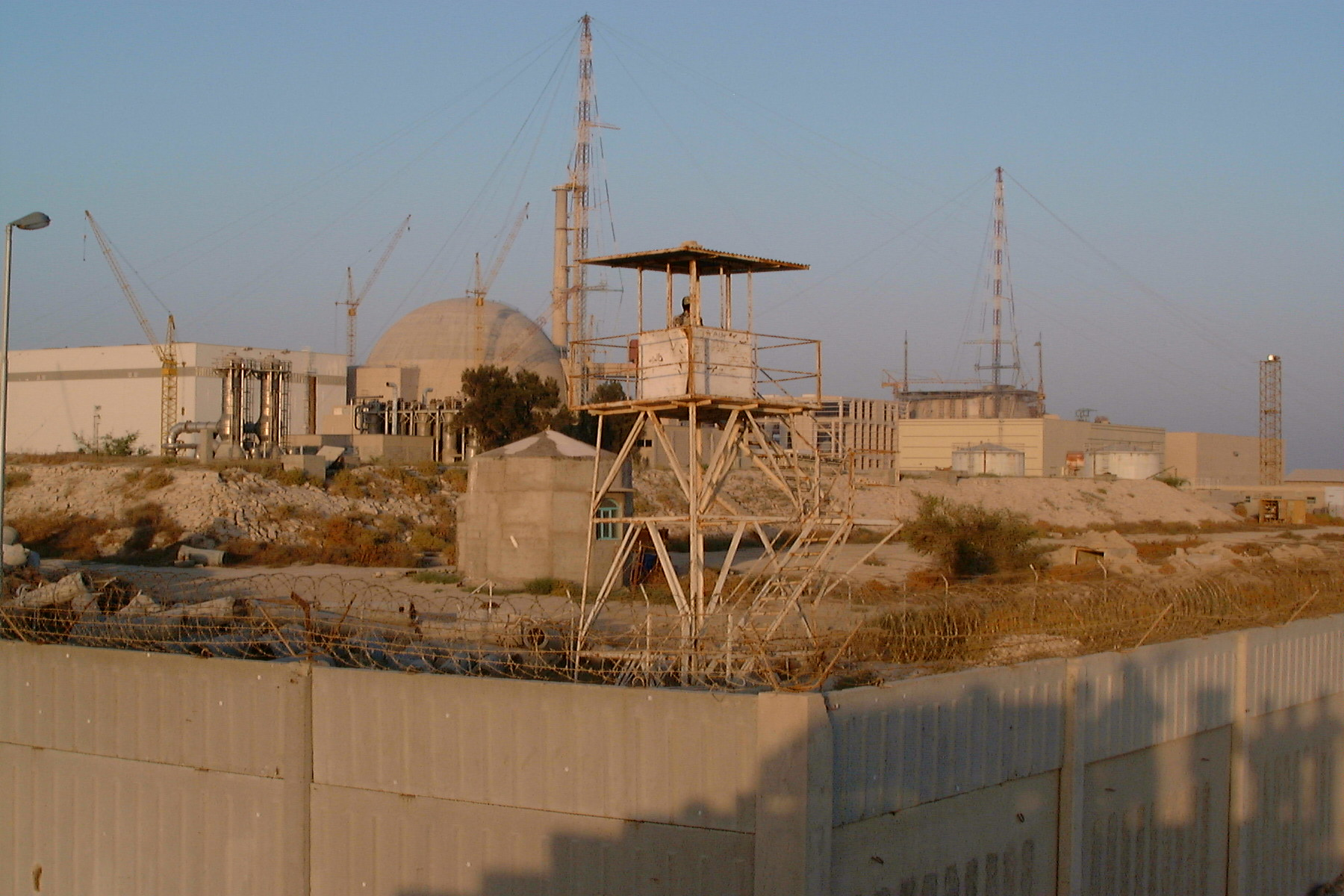
Stav v roce 2000.

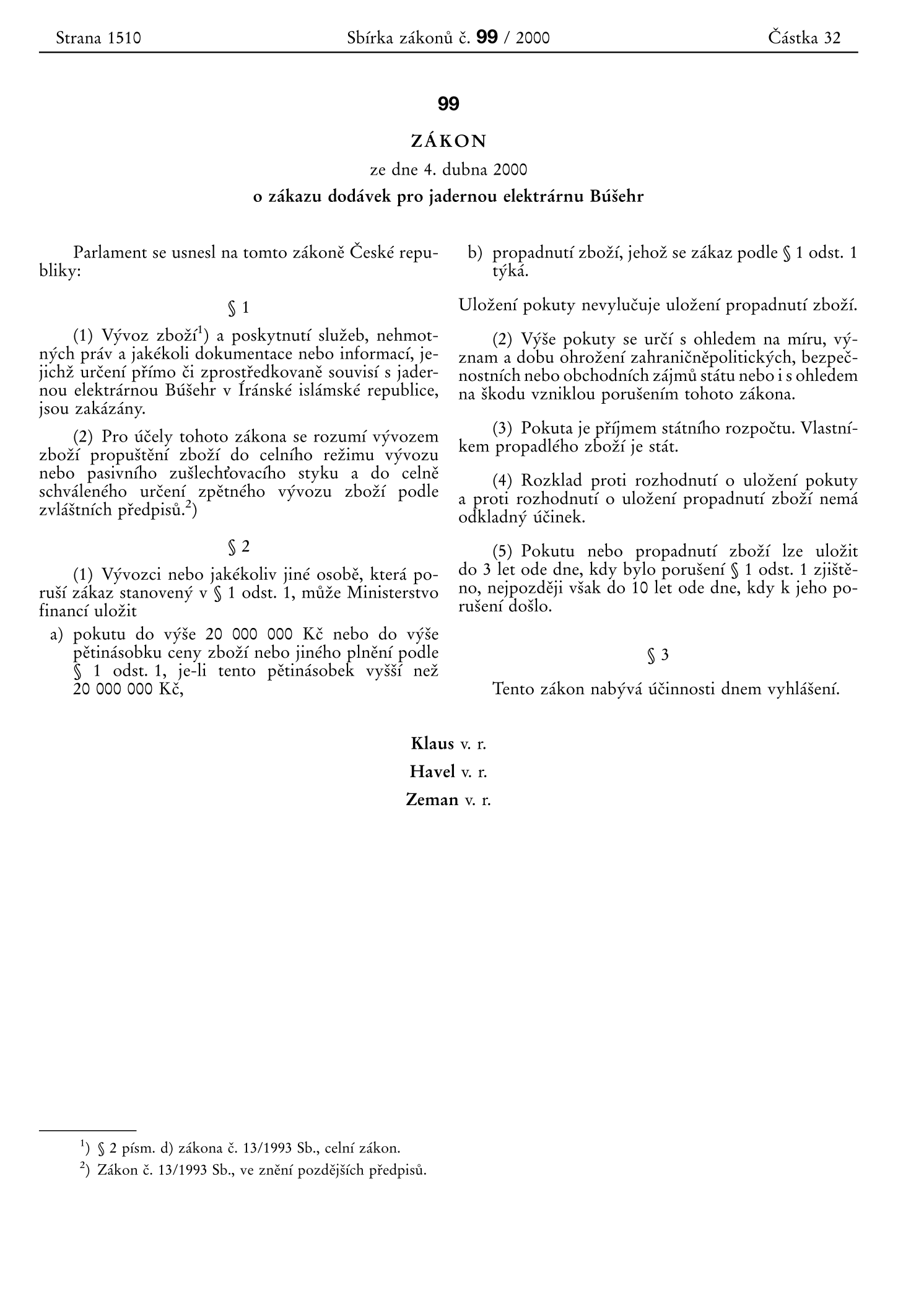
Předpis č. 99/2000 Sb. Zákon o zákazu dodávek pro jadernou elektrárnu Búšehr.

Myšlenka postavit v Búšehru jadernou elektrárnu se objevila už za vlády Rezy Pahlavího, který měl v úmyslu postavit státní energetiku na jaderný základ. První elektrárna měla stát právě u Búšehru a dodávat elektřinu do Šírázu.
V roce 1975 podepsala německá společnost Kraftwerk Union AG, společný podnik Siemensu a Telefunkenu, smlouvu v hodnotě 4-6 miliard dolarů na postavení elektrárny s tlakovodním reaktorem. Ve stejném roce začaly přípravné práce a dva reaktory o výkonu 1 196 MW typu Konvoi (stejné jako druhý reaktor elektrárny Biblis) měla dodat společnost ThyssenKrupp. První reaktor měl být dokončen v roce 1980 a druhý v roce 1981.
Do výstavby ovšem zasáhla Íránská islámská revoluce v roce 1979. Došlo k dramatickému zhoršení vztahů mezi Západním světem a Íránem, a Kraftwerk Union stavbu opustila (v lednu se zastavily práce a v červenci se Kraftwerk Union formálně stáhla). Jeden reaktor byl hotov zhruba z 50%, druhý z 85%.
Na revoluci vzápětí navázala Irácko-íránská válka, která trvala až do roku 1988 a během které nebyl zájem ani ze strany Íránu ani ze strany Kraftwerk Union opět začít s pracemi. Stávající stavby byly navíc poškozeny několika iráckými leteckými útoky.

### Obnovení stavby v 90. letech
Začátkem devadesátých let začal mít Írán opět zájem na dokončení elektrárny, ale stále trvaly špatné vztahy se Západem a ekonomické sankce. Došlo tedy k rámcové dohodě s Ruskem, která byla podepsána 25. srpna 1992. 
První ruští experti přijeli obhlédnout stav zhruba dva roky poté a následně došlo 8. ledna roku 1995 k podepsání konečné smlouvy mezi Íránem a ruským Ministerstvem pro jadernou energii. Hlavním dodavatelem se stala firma Atomstrojexport a dokončení elektrárny bylo původně plánováno na rok 2001.
Zprvu nebylo jasné, jestli bude možné do německé reaktorové budovy tohoto typu instalovat ruský jaderný reaktor VVER-1000, ale po rozsáhlých úpravách systému bylo shledáno, že budova je pro reaktor vhodná.
Stavba se ovšem opět protáhla. Jednak se po rozpadu Sovětského svazu dostal Atomstrojexport do finančních potíží, jednak měl nedostatek zkušených odborníků. Poslední dokončená jaderná elektrárna v rámci Sovětského svazu byla Záporožská jaderná elektrárna na Ukrajině v roce 1996, proto byla nakonec do Íránu přizvána řada ukrajinských expertů.
Dalším problémem bylo, že přímo ve smlouvě byl požadavek, aby určitý podíl prací dostaly za úkol místní firmy. Ty byly ovšem nezkušené a tak se práce původně plánované na jeden rok protáhly na tři roky. V reakci na to ruská strana v roce 1998 prosadila, že zbytek elektrárny už dodělá Atomstrojexport sám. Patřičný dodatek smlouvy byl podepsán 29. srpna 1998.
Dalším problémem byly vysoké teploty a vlhkost v oblasti Búšehru – z nedalekého Perského zálivu sem vítr přináší aerosol z mořské slané vody. V takovém prostředí může rezavět i jinak nerezavějící ocel, a pro stavbu elektrárny byl tak vyvíjen zvláštní nátěr.
Po německých firmách zůstalo na staveništi více než osmdesát tisíc součástek, ovšem převážně bez dokumentace. Íránská strana trvala na tom, aby byly využity, ovšem Německo se na stavbě už dále nechtělo podílet a to zejména z politických důvodů. Některé díly využity byly, například původní německé pumpy záložního chladicího systému, ale velká část z komponentů byla prodána.
Protahovaná stavba, změny projektu a dodavatelů za méně zkušené a umístění v seismicky aktivní oblasti jsou uváděny jako možná rizika, proč elektrárna není příliš bezpečná.
V srpnu 2010 už byla elektrárna připravena na dodávky ruského paliva a oficiálně byla uvedena do provozu rok poté, 12. září 2011.
Dokončení druhého německého reaktoru je považováno za nevhodné, protože by se musela provést změna v plánu a vyrobit speciální vybavení, které by bylo kompatibilní s dosavadními systémy.

## Informace o reaktorech
| Reaktor     | Typ reaktoru                     | Výkon  | Výkon   | Zahájení stavby | Připojení k síti                                           | Uvedení do komerčního provozu                              | Uzavření                                                   |
| Reaktor     | Typ reaktoru                     | Čistý  | Hrubý   | Zahájení stavby | Připojení k síti                                           | Uvedení do komerčního provozu                              | Uzavření                                                   |
| ----------- | -------------------------------- | ------ | ------- | --------------- | ---------------------------------------------------------- | ---------------------------------------------------------- | ---------------------------------------------------------- |
| Búšehr-1    | VVER-1000/446 (původně KWU-1300) | 915 MW | 1000 MW | 1. 5. 1975      | 3. 9. 2011                                                 | 28. 6. 2013                                                |                                                            |
| Ex-Búšehr-2 | KWU-1300                         | ?      | 1300 MW | 1. 5. 1975      | Původně německý typ KWU-1300, v roce 1979 stavba zastavena | Původně německý typ KWU-1300, v roce 1979 stavba zastavena | Původně německý typ KWU-1300, v roce 1979 stavba zastavena |
| Búšehr-2    | VVER-1000/528                    | 915 MW | 1057 MW | září 2019       | říjen 2024                                                 | srpen 2025                                                 |                                                            |
| Búšehr-3    | VVER-1000/528                    | 915 MW | 1000 MW | září 2019       | duben 2026                                                 | únor 2027                                                  |                                                            |